# Бер (озеро)
Бер (фр. L'étang de Berre) — озеро лагунного типа во Франции у берегов Средиземного моря, расположено к западу от Марселя и к востоку от дельты Роны.
Озеро Бер, как считают учёные, образовалось в течение последнего оледенения. Размеры озера: 20 на 16,5 км. Максимальная глубина составляет 6 м. Соединяется каналом со Средиземным морем. Популярный туристический объект.
На берегах озера расположена территория округа Истр, в частности восточной части озера находится коммуна Мариньян, где находится международный аэропорт Марсель-Прованс, а также коммуны Витроль, Роньяк и Бер-л’Этан. В северной части — Мирамас и Сен-Шама, на западном берегу стоят Истр, Сен-Митн и Мартиг.